# Ulf Schmidt
Ulf Schmidt (ur. 12 lipca 1934 w Nacka) – szwedzki tenisista, zwycięzca Wimbledonu z 1958 roku w grze podwójnej, reprezentant w Pucharze Davisa.

## Kariera tenisowa
Schmidt zdobył czternaście tytułów mistrza Szwecji w różnych konkurencjach oraz dwa tytuły międzynarodowego mistrza Szwecji (1957, 1961). W 1956 roku wygrał halowe międzynarodowe mistrzostwa USA. Największy sukces odniósł w grze podwójnej, w 1958 roku w parze z rodakiem Svenem Davidsonem triumfował w turnieju wimbledońskim, pokonując w finale 6:4, 6:4, 8:6 Australijczyków Ashleya Coopera i Nealeąa Frasera. Było to pierwsze szwedzkie zwycięstwo na Wimbledonie. W 1958 roku w nieformalnym rankingu światowym pisma The Daily Telegraph Schmidt zajmował 8. miejsce, w 1961 roku na 10. pozycję.
Ulf Schmidt jest jednym z nielicznych tenisistów, którzy mając ponad sto występów w Pucharze Davisa. Szwed grał w tych rozgrywkach 102 razy w latach 1955–1964, odnosząc 66 zwycięstw. Pary deblowe tworzył ze Svenem Davidsonem i Janem-Erikiem Lundqvistem. Razem z reprezentacją osiągnął trzy finały strefy europejskiej Pucharu Davisa (1956, 1960, 1961), półfinał międzystrefowy (1962), a w swoim ostatnim roku startów finał międzystrefowy (1964). Przegrał w tymże finale oba mecze singlowe z Australijczykami Royem Emersonem i Fredem Stollem.
W 2004 roku został wpisany do Hall of Fame tenisa szwedzkiego.

### Finały w turniejach wielkoszlemowych

#### Gra podwójna (1–0)
| Końcowy wynik | Nr | Data         | Turniej           | Nawierzchnia | Partner       | Przeciwnicy                | Wynik finału  |
| ------------- | -- | ------------ | ----------------- | ------------ | ------------- | -------------------------- | ------------- |
| Zwycięzca     | 1. | 3 lipca 1958 | Wimbledon, Londyn | Trawiasta    | Sven Davidson | Ashley Cooper Neale Fraser | 6:4, 6:4, 8:6 |